# فيرن فيتزجيرالد
فيرن فيتزجيرالد (بالإنجليزية: Fern Fitzgerald)‏ هي ممثلة أمريكية، ولدت في 7 يناير 1947 في الولايات المتحدة.

## وصلات خارجية
- فيرن فيتزجيرالد على موقع IMDb (الإنجليزية)
- فيرن فيتزجيرالد على موقع ألو سيني (الفرنسية)
- فيرن فيتزجيرالد على موقع أول موفي (الإنجليزية)
- فيرن فيتزجيرالد على موقع قاعدة بيانات برودواي على الإنترنت (الإنجليزية)
- فيرن فيتزجيرالد على موقع قاعدة بيانات الفيلم (الإنجليزية)
- فيرن فيتزجيرالد على موقع كينوبويسك (الروسية)